# GNOME Commander
GNOME Commander je grafični ortodoksni upravljalnik datotek za GNOME. Narejen je z orodjem GTK+ in GnomeVFS. GNOME Commander je namenjen bolj izkušenim uporabnikom, ki se želijo osredotočiti upravljanju datotekam, njihovemu delu prek posebnih aplikacij in poganjanju pametnih ukazov.